# UFC 9
UFC 9: Motor City Madness è stato un evento di arti marziali miste organizzato dall'Ultimate Fighting Championship il 17 maggio 1996, alla Cobo Arena a Detroit, Michigan.  L'evento è stato visto dal vivo su pay-per-view negli Stati Uniti e successivamente pubblicato su home video.

## Retroscena
UFC 9 è stata la prima produzione dell'UFC a non presentare il formato torneo (che è stato riportato a grande richiesta in UFC 10). Invece, presentava un'intera scheda di incontri regolari. La scheda prevedeva sette incontri e un incontro alternativo per riempire il tempo per la trasmissione in pay-per-view.
L'evento principale è stata l'attesissima rivincita tra il campione in carica dell'UFC Superfight Ken Shamrock e il contendente numero uno Dan Severn, che aveva combattuto un anno prima a UFC 6 per l'UFC Campionato Superfight, con Shamrock vittorioso.
L'UFC ha attirato critiche nazionali prima dell'evento, in gran parte a causa della campagna di lettere del senatore dell'Arizona John McCain contro lo "spettacolo brutale" del combattimento. Dopo una battaglia legale nei tribunali di Detroit durata fino alle 16:30, il giorno dello spettacolo, l'UFC poteva continuare, ma con regole modificate.
Le regole speciali includevano nessun colpo alla testa con pugni chiusi e nessuna testata - una regola che l'arbitro John McCarthy ha tentato di far rispettare, ma con scarso successo. Prima dello spettacolo, i combattenti sono stati avvertiti di non usare colpi a pugno chiuso, pena l'arresto. Sebbene molti scontri quella notte includessero colpi a pugno chiuso, nessun combattente fu arrestato.
In parte a causa di questa regola speciale, il Superfight tra Dan Severn e Ken Shamrock è ampiamente considerato uno dei peggiori incontri MMA di tutti i tempi, con i combattenti che si circondano l'un l'altro per quasi 20 minuti con poco o niente. nessun contatto.

## Conseguenze
In seguito alla battaglia legale su UFC 9, il senatore John McCain è riuscito a ottenere trasmissioni pay-per-view di UFC da numerosi sistemi via cavo, tra cui Tele-Communications Inc. cavo, che ha notevolmente danneggiato le tariffe di acquisto pay-per-view.

## Risultati
- Incontro preliminare:  Don Frye contro  Amaury Bitetti

Frye sconfisse Bitetti per KO tecnico (pugni) a 9:22.
- Incontro preliminare:  Mark Hall contro  Koji Kitao

Hall sconfisse Kitao per KO tecnico (stop medico) a 0:40.
- Incontro preliminare:  Mark Schultz contro  Gary Goodridge

Schultz sconfisse Goodridge per KO tecnico (ferita) a 12:00.
- Incontro preliminare:  Rafael Carino contro  Matt Andersen

Carino sconfisse Andersen per KO tecnico (pugni) a 5:32.
- Incontro preliminare:  Cal Worsham contro  Zane Frazier

Worsham sconfisse Frazier per KO tecnico (pugni) a 3:14.
- Incontro preliminare:  Steve Nelmark contro  Tai Bowden

Nelmark sconfisse Bowden per KO tecnico (stop medico) a 7:25.
- Incontro per il titolo Superfight:  Ken Shamrock (c) contro  Dan Severn

Severn sconfisse Shamrock per decisione divisa e divenne il nuovo campione UFC Superfight.